# SN 1994K
SN 1994K – supernowa typu Ia odkryta 1 kwietnia 1994 roku w galaktyce PGC0028944. W momencie odkrycia miała maksymalną jasność 17,50m.